# Tiszanána
Tiszanána is een plaats (község) en gemeente in het Hongaarse comitaat Heves. Tiszanána telt 2736 inwoners (2002).